# Аустрија на Европском првенству у атлетици у дворани 2015.
Аустрија је учествовала на 33. Европском првенству у дворани 2015 одржаном у Прагу, Чешка, од 5. до 8. марта. Ово је тридесет друго Европско првенство у атлетици у дворани од његовог оснивања 1970. године на којем је Аустрија учествовала. Пропустила је само 1977. Репрезентацију Аустрије представљало је 7 спортиста (5 мушкараца и 2 жене, који су се такмичили у 6 дисциплина (4 мушке и 2 женске).
На овом првенству Аустрија није освојила ниједну медаљу, а оборен је национални рекорд у скоку мотком за жене.

## Учесници
| Бр. | Дисциплина   | Мушкарци                   | Жене           | Укупно |
| --- | ------------ | -------------------------- | -------------- | ------ |
| 1   | 60 м         | Маркус Фукс                |                | 1      |
| 2   | 800 м        | Андреас Репац              |                | 1      |
| 3   | 3.000 м      | Андреас Војта Брентон Рове | Jennifer Wenth | 3      |
| 4   | Скок мотком  |                            | Кира Гринберг  | 1      |
| 5   | Бацање кугле | Лукас Вајсхајдингер        |                | 1      |
|     | Укупно (5)   | 5                          | 2              | 7      |

## Резултати

### Мушкарци
| Атлетичар           | Дисциплина   | Лични рекорд | Квалификације | Квалификације | Полуфинале            | Полуфинале            | Финале                | Финале     | Детаљи |
| Атлетичар           | Дисциплина   | Лични рекорд | Резултат      | Место         | Резултат              | Место                 | Резултат              | Место      | Детаљи |
| ------------------- | ------------ | ------------ | ------------- | ------------- | --------------------- | --------------------- | --------------------- | ---------- | ------ |
| Маркус Фукс         | 60 м         | 6,80         | 6,85          | 6. у гр 2     | Није се квалификовали | Није се квалификовали | Није се квалификовали | 28/36 (37) |        |
| Андреас Репац       | 800 м        | 1:46,65 НР   | 2:19,36       | 6. у гр 6     | Није се квалификовали | Није се квалификовали | Није се квалификовали | 40 /40     |        |
| Андреас Војта       | 3.000 м      | 7:59,95      | 8:20,56       | 12. у гр 2    |                       |                       | Нису се квалификовали | 24 /25     |        |
| Брентон Рове        | 3.000 м      |              | 7:53,28       | 8. у гр 1     | 16/25                 |                       | Нису се квалификовали |            |        |
| Лукас Вајсхајдингер | бацање кугле | 19,32        | 18,71         | 24.           | Није се квалификовао  | 24/27 (33)            |                       |            |        |

### Жене
| Атлетичарка    | Дисциплина  | Лични рекорд | Квалификације | Квалификације | Полуфинале            | Полуфинале | Финале   | Финале     | Детаљи |
| Атлетичарка    | Дисциплина  | Лични рекорд | Резултат      | Место         | Резултат              | Место      | Резултат | Место      | Детаљи |
| -------------- | ----------- | ------------ | ------------- | ------------- | --------------------- | ---------- | -------- | ---------- | ------ |
| Jennifer Wenth | 3.000 м     | 9:06,25      | 9:01,54       | 7. у гр 1     |                       |            | 8:59,84  | 9 /18 (19) |        |
| Кира Гринберг  | скок мотком | 4,40         | 4,45 НР       | 15.           | Није се квалификовала | 15/22      |          |            |        |